# San Giorgio Canavese
San Giorgio Canavese é uma comuna italiana da região do Piemonte, província de Turim, com cerca de 2.397 habitantes. Estende-se por uma área de 20 km², tendo uma densidade populacional de 120 hab/km². Faz fronteira com Agliè, Cuceglio, Ozegna, Montalenghe, Orio Canavese, Barone Canavese, Ciconio, Lusigliè, San Giusto Canavese, Caluso, Feletto, Foglizzo.

## Demografia
| Variação demográfica do município entre 1861 e 2011                               |
|                                                                                   |
| Fonte: Istituto Nazionale di Statistica (ISTAT) - Elaboração gráfica da Wikipedia |